# Vlag van Heeze

Vlag van de gemeente Heeze
(1980-1997)

De vlag van Heeze werd op 24 april 1980 bij raadsbesluit vastgesteld als de gemeentelijke vlag van de Noord-Brabantse gemeente Heeze. De vlag is in het besluit als volgt beschreven:
Twee banen van blauw en geel, lengteverhouding 1:2, op het midden van de blauwe baan een 6-puntige gele ster, op de gele baan drie rode hoorns.
De kleuren van de vlag zijn ontleend aan die van het gemeentewapen van 1980, evenals de afbeelding, die overeenkomt met die op het wapenschild, maar dan met het schildhoofd in de broeking, dus naast het veld met de drie hoorns in plaats van er boven.
Op 1 januari 1997 is Heeze opgegaan in de nieuw opgerichte gemeente Heeze-Leende, waarmee de vlag als gemeentevlag kwam te vervallen. De vlag van Heeze-Leende lijkt sterk op die van Heeze.

## Eerdere vlaggen
Dit was een voorstel dat op 3 november 1960 door de gemeenteraad werd goedgekeurd, in afwachting van een correctie van de wapens, en dat tijdens dezelfde vergadering ter goedkeuring naar de Hoge Raad van Adel werd gestuurd. De beschrijving luidt:
Groen, met een schuinbalk van geel, aan de broekzijde vergezeld van een witte zespuntige ster, in het uitwaaiend gedeelte van een rode met wit gemonteerde jachthoorn.
Voor de vlag zijn de juiste kleuren van het wapen gebruikt. De diagonaal verdeelt de vlag in de voormalige dualiteit van Heeze en Leende. De ster is het symbool van de Maagd Maria, patroonheilige van Heeze, terwijl de hoorn afkomstig is uit het wapen van Leende.
Heeze voerde tot 1960 een onofficiële vlag met twee verticale banen in de kleuren blauw en geel. Deze kleuren zijn afkomstig van het gemeentewapen.

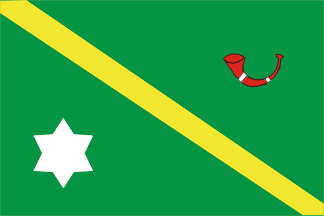
Vorige gemeentevlag, 1960-1980
Oude, niet-officiële vlag voor 1960

## Verwante afbeeldingen

Wapen van Heeze
Vlag van Heeze-Leende

Aalburg 
· Aarle-Rixtel 
· Alphen en Riel 
· Bakel en Milheeze 
· Beek en Donk 
· Beers 
· Berghem 
· Berkel-Enschot 
· Berlicum 
· Bladel en Netersel 
· Borkel en Schaft 
· Boxmeer 
· Budel 
· Chaam 
· Cuijk 
· Cuijk en Sint Agatha 
· Den Dungen 
· Diessen 
· Dinteloord en Prinsenland 
· Drunen 
· Dussen 
· Engelen 
· Erp 
· Esch 
· Escharen 
· Fijnaart en Heijningen 
· Geffen 
· Geldrop 
· Gemert 
· Giessen 
· Ginneken en Bavel 
· Grave 
· 's Gravenmoer 
· Haaren 
· Halsteren 
· Haps 
· Heesch 
· Heeswijk-Dinther 
· Heeze 
· Helvoirt 
· Hoeven 
· Hooge en Lage Mierde 
· Hooge en Lage Zwaluwe 
· Hoogeloon, Hapert en Casteren 
· Huijbergen 
· Klundert 
· Landerd 
· Leende 
· Liempde 
· Lieshout 
· Lith 
· Luyksgestel 
· Maarheeze 
· Maasdonk 
· Made en Drimmelen 
· Megen, Haren en Macharen 
· Mierlo 
· Mill en Sint Hubert 
· Moergestel 
· Nieuw-Ginneken 
· Nieuw-Vossemeer 
· Nistelrode 
· Nuland 
· Oeffelt 
· Oost-, West- en Middelbeers 
· Oploo, Sint Anthonis en Ledeacker 
· Ossendrecht 
· Oud en Nieuw Gastel 
· Oudenbosch 
· Prinsenbeek 
· Putte 
· Raamsdonk 
· Ravenstein 
· Reusel 
· Riethoven 
· Rijsbergen 
· Rijswijk 
· Roosendaal en Nispen 
· Rosmalen 
· Schaijk 
· Schijndel 
· Sint Anthonis 
· Sint-Oedenrode 
· Sprang-Capelle 
· Standdaarbuiten 
· Terheijden 
· Teteringen 
· Uden 
· Udenhout 
· Veghel
· Vessem, Wintelre en Knegsel 
· Vierlingsbeek 
· Vlijmen 
· Wanroij 
· Waspik 
· Werkendam 
· Westerhoven 
· Willemstad 
· Woudrichem 
· Wouw 
· Zeeland 
· Zevenbergen